# Koprivnički Ivanec
Koprivnički Ivanec est un village et une municipalité située dans le comitat de Koprivnica-Križevci, en Croatie. Au recensement de 2001, la municipalité comptait 2 361 habitants, dont 99,49 % de Croates et le village seul comptait 1 286 habitants.

## Localités
La municipalité de Koprivnički Ivanec compte 5 localités :
- Botinovec
- Goričko
- Koprivnički Ivanec
- Kunovec
- Pustakovec